# So Cruel
So Cruel to piosenka rockowej grupy U2, pochodząca z jej wydanego w 1991 roku albumu, Achtung Baby. Szczególnie duże znaczenie odgrywają w niej dźwięki keyboardu oraz gitary The Edge'a. Piosenka, podobnie jak "One" i "Love Is Blindness", opowiada o niespełnionej miłości. Istota piosenki jest doskonale widoczna w jej refrenie: "You say in love there are no rules/Sweetheart, you're so cruel" (Mówisz/Twierdzisz, że w miłości nie ma żadnych zasad/Kochanie, jesteś tak okrutna/bezlitosna).
"So Cruel" była grana na żywo zaledwie trzy razy, w dodatku były to wyłącznie akustyczne wykonania, podczas trasy Zoo TV Tour.